# Radioimmunoassaig
El radioimmunoassaig o RIA és una tècnica que mesura la presència d'un antigen amb una alta sensibilitat. Permet mesurar substàncies biològiques per a les quals existeixi un anticòs específic, fins i tot en concentracions molt petites.
La seva finalitat és la determinació quantitativa in vitro de molècules que puguin ser considerades antígens o haptens en fluids i teixits biològics (pèptids, esteroides, prostaglandines, nucleòtids, etc.). El procés consisteix que la molècula que volem quantificar competeixi amb una altra que hem afegit a la mostra amb quantitat coneguda i marcada radioactivament (generalment amb iode 131 o 125) per unir-se a un anticòs específic (que també s'afegeix en quantitat coneguda). En la reacció antigen-anticòs, l'antigen marcat s'uneix a l'anticòs específic en funció de la quantitat d'antigen original, la qual s'avalua en una corba estàndard.
Aquesta tècnica presenta grans avantatges de sensibilitat, especificitat i precisió (arriba a mesurar antígens a concentracions de l'ordre de 10-8 a 10-4 mg/cm³). El RIA ha estat la primera tècnica d'immunoassaig desenvolupada per analitzar concentracions en nanomolar i picomolar d'hormones en els fluids biològics. En un primer moment es va usar per a mesurar la insulina del plasma humà. Tot i els avantatges anomenats anteriorment, aquesta tècnica és poc usada actualment, ja que és cara, perillosa i implica demanar gran quantitat de permisos en usar per a la detecció radioisòtops de baixa energia com el triti, iode 125 o el carboni 14.

## Història
Aquesta tècnica va ser desenvolupada per Solomon Aaron Berson i Rosalyn Sussman Yalow el 1960.

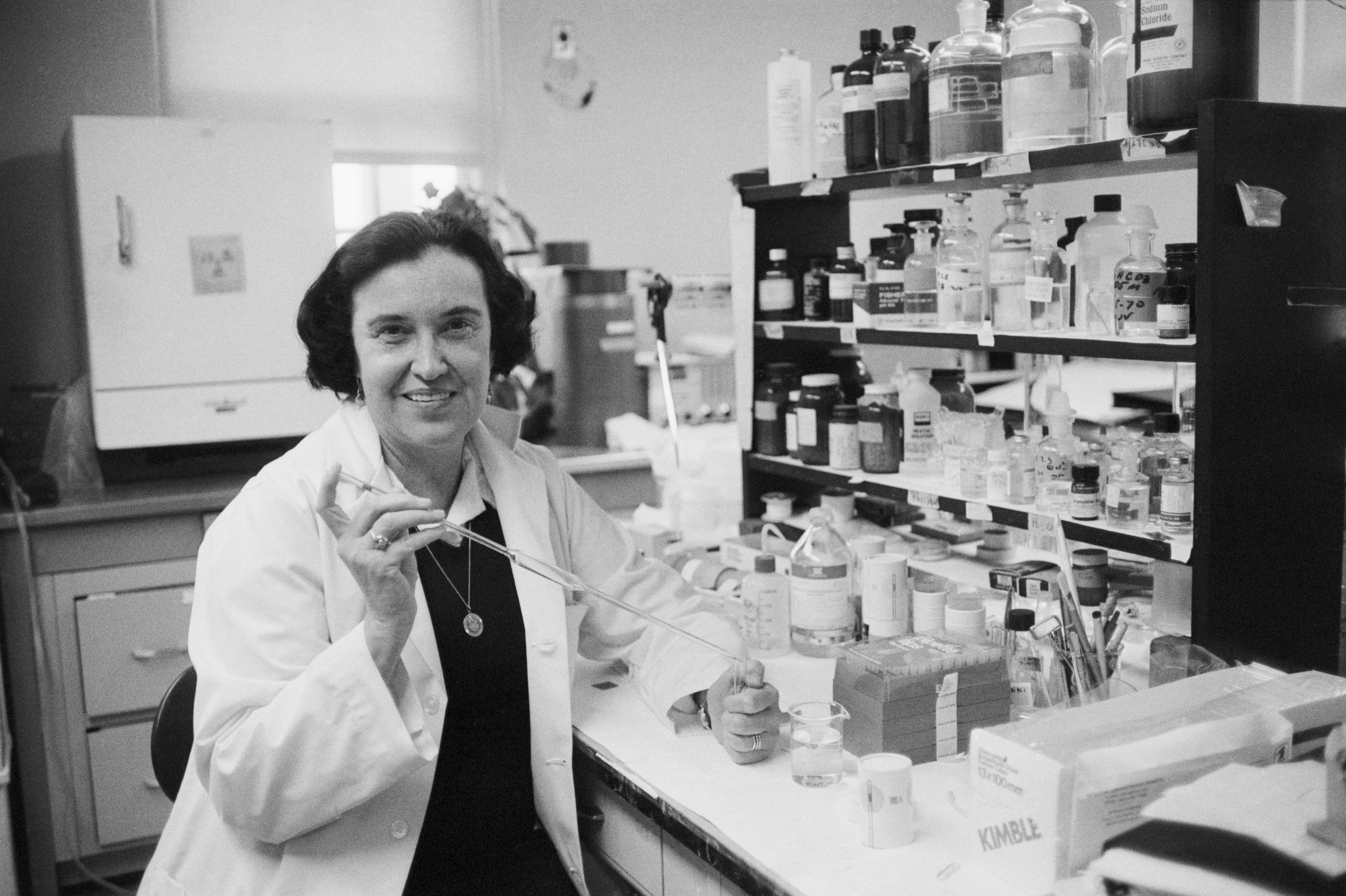
Rosalyn Yalow (Nascuda a Nova York el 19 de Juliol 1921 - 30 de Maig 2011)

La doctora Yallow va guanyar Premi Nobel de Medicina o Fisiologia el 1977 per aquest descobriment, degut a la gran utilitat d'aquest mètode a l'hora de detectar i quantificar substàncies que es troben en petites quantitats i barrejades amb moltes altres, amb gran sensibilitat i especificitat.
Els dos científics van començar a treballar junts al servei de radioteràpia de l'Hospital de Veterans del Bronx on, degut a una investigació sobre el metabolisme de la insulina en pacients amb Diabetis mellitus tipus 2, van desenvolupar el radioimmunoassaig per tal de quantificar els nivells d'insulina plasmàtica que aquests tenien. Amb això van demostrar que els pacients desenvolupaven anticossos contra la insulina de vaca o porc que se'ls aplicava. Més endavant, vist l'èxit amb la insulina, també van provar aquest mètode en altres molècules com la Corticotropina, la gastrina, l'hormona paratiroidal i l'hormona del creixement.
El 1972, Berson mor d'un atac de cor, i 5 anys després li és entregat a Rosalyn Yallow el Premi Nobel de Medicina pel descobriment del RIA. Yallow va posar al laboratori de l'hospital on havien treballat el nom de Berson, per tal que aquest estigués als articles que ella publiqués mentre treballés allà.

## Principi de la RIA: Reacció antigen-anticòs
El RIA consisteix en una tècnica de tipus competitiu en què la molècula antigènica (Ag), que és l'objectiu de la determinació, competeix per unir-se a l'anticòs específic (Ac) en presència d'un traçador radioactiu o antigen marcat radioactivament (Ag*).
Aquesta tècnica es basa, per tant, en la reacció d'unió antigen-anticòs mitjançant interaccions dèbils, que en un determinat moment arriben a un equilibri entre el complex Ag-Ac i els Ag i Ac dissociats.
Si en aquest sistema en equilibri afegim una tercera molècula d'estructura similar a l'antigen objectiu però marcada radioactivament, l'anticòs present serà capaç d'unir-se tant al primer antigen (no marcat) com al segon (marcat). En aquesta nova situació arribarem també a un equilibri, ara amb dos tipus de complexos: el complex Ag-Ac no radioactiu o "fred" i el complex Ag*-Ac radioactiu o marcat.
Si en el medi on estem realitzant aquesta reacció es mantenen constants totes les variables, la quantitat de complex Ag-Ac només dependrà de l'antigen que volem identificar.

### Interpretació dels resultats
En establir-se aquesta competició interpretem que com majors siguin les zones radioactives (zones on hi és present el complex Ag*-Ac), menor serà la quantitat de substància original que volíem determinar, i viceversa.
Els resultats s'obtenen al mesurar la radioactivitat de l'antigen unit a l'anticòs específic (Ag-Ac i Ag*-Ac) i de l'antigen lliure (Ag i Ag*) mitjançant un comptador de centelleig.
Si es conta la radioactivitat unida a l'anticòs, després del procés de separació, la corba d'activitat enfront a la concentració d'antigen, presenta un pendent negatiu. Al contrari, si es mesura la radioactivitat del lligand no unit, la corba presenta un pendent positiu. És a dir que, en absència de l'antigen fred (no radioactiu), tots els complexos Ag-Ac seran radioactius (la radioactivitat mesurada és màxima), d'altra banda en presència d'antigen fred (no radioactiu), aquest competeix amb l'antigen radioactiu per unir-se a l'anticòs. Per tant, la radioactivitat mesurada és menor. El descens és proporcional a la concentració d'antigen fred present a la mostra.
Som capaços de diferenciar-les perquè, al centrifugar la mostra, els elements lliures queden en solució i els complexos formen agregats fàcilment precipitables.
Una vegada hem mesurat la radioactivitat de la mostra problema hem de realitzar, a partir de mostres amb quantitats d'antigen conegudes i creixents, una corba patró (ce calibratge) que relacioni radioactivitat i quantitat d'antigen no marcat, la qual cosa ens permetrà comparar els resultats obtinguts amb la mostra problema i determinar la quantitat d'antigen desconeguda que teníem inicialment, per interpolació sobre la corba de calibratge es podrà estimar la concentració de l'antigen fred en la mostra.

### Tipus de traçadors
El traçador correspon a l'antigen marcat radioactivament.
Per una banda, trobem molècules marcades internament, en les quals normalment s'utilitza triti (H-3) o C-14. Són adquiribles comercialment i es duen a terme només per a molècules petites, com ara els esteroides. L'avantatge principal que té és que es comporta immunològicament igual que l'hormona en fred. Tot i així, el desavantatge que presenta és que la radiació que emet és molt pobre i això fa que sigui difícil de mesurar.
Per altra banda, hi ha molècules marcades externament. En aquestes s'utilitza el I-125. Un dels avantatges que presenten és que es poden produir en el mateix laboratori sense necessitat de ser comprats. A més, emet una radiació gamma amb molt poder de penetració, fent que sigui molt fàcil i pràctic de mesurar. Tot i així, al contrari de les molècules marcades internament, no sempre es comporta com l'hormona en fred (a causa del dany per iodinació) i, a més, la vida útil de la proteïna iodada és menor de 4 setmanes.

## Tècnica
En primer lloc es prepara una barreja d'antigen marcat radioactivament (també anomenat "calent") amb anticossos contra aquest mateix antigen; tots dos en quantitats conegudes. Més endavant, s'afegeix una quantitat desconeguda d'antigen no marcat (també anomenat "fred"), provinent de sèrum sanguini del pacient. L'antigen marcat i el no marcat competeixen pels llocs d'unió dels anticossos. A mesura que augmenta la concentració d'antigen sense marcar, més antigen radioactiu es desplaça de les molècules d'anticòs. Així, l'antigen no marcat s'uneix a l'anticòs i augmenta la quantitat d'antigen marcat que queda lliure.
Aleshores, els antígens marcats units a un anticòs se separen dels que no s'hi han unit, i es mesura la radioactivitat tant d'un com de l'altre. A partir de les dades obtingudes es realitza una corba estàndard que permet determinar la quantitat d'antigen original que hi havia en el sèrum del pacient.
Normalment es realitzen mostres dobles per tal d'obtenir bons resultats.

### Com separar els complexos antigen-anticòs dels antígens lliures
Els RIA que requereixen la separació del complex antigen-anticòs són coneguts com a RIA heterogenis. Per contra, els RIA que no requereixen separació són els homogenis.
Hi ha diverses maneres de fer-ho:
- Amb l'addició d'un segon anticòs dirigit contra el primer, es fa precipitar els complexos antigen-anticòs que s'hagin format.
- Els anticossos específics d'antigen poden acoblar-se a les parets internes d'un tub d'assaig, el qual es posa a incubar. Posteriorment a la incubació, els complexos antigen-anticòs queden a les parets internes de dins el tub i es retiren els antígens lliures (rentat). Aleshores, es mesura la radioactivitat dels dos.
- Els anticossos específics d'antigen també poden ser acoblats a partícules. Es fa una centrifugació per obtenir, d'una banda, els complexos antigen-anticòs en el precipitat, i, d'altra banda, els lliures, que queden en el sobrenedant.[6]

## Tipus de Radioimmunoassaig

### RIA Directe
La tècnica de radioimmunoassaig directe es basa simplement en la competència que existeix entre l'antigen no marcat i una quantitat coneguda d'antigen marcat per tal de formar els complexos antigen-anticòs o antigen marcat-anticòs. D'aquesta manera, mantenint constants les concentracions d'antigen marcat i anticossos, podrem observar que a majors quantitats de mostra (la qual conté l'antigen no marcat), menys antigen marcat quedarà unit a la fracció d'anticossos (i, per tant, detectarem menys radioactivitat), ja que s'està produint el fenomen de competència entre els dos tipus d'antígens i l'anticòs. Finalment, només hem de relacionar radioactivitat amb concentració d'antigen a mesurar per tal de fer el nostre anàlisi. Abans de dur a terme la prova, necessitem seguir un protocol molt específic:
1. Obtenir anticossos específics per l'antigen: s'estimula a l'animal perquè produeixi anticossos administrant-li una petita dosi controlada de l'antigen purificat. Seguidament, podrem recollir la nostra mostra en el plasma sanguini.
2. Marcar l'antigen a reconèixer amb radioactivitat, sense que perdi la capacitat de poder ser reconegut per anticossos.
3. Afegir anticossos a una placa de titració, de forma que quedin fixats a la superfície sòlida. Tot seguit, afegir una concentració coneguda de l'antigen marcat i els antígens de la mostra problema.
4. Eliminar l'antigen no unit per decantació i rentar. Determinar la quantitat d'antigen marcat que sí que s'ha unit.
5. Finalment, interpolar el valor obtingut en la recta de calibratge.

Per tal de realitzar el calibratge, agafarem diversos tubs en els quals afegirem una concentració establerta d'anticossos i antigen marcat, a més d'una concentració de mostra problema (antigen sense marcar) que anirem variant en cada tub. Acabarem d'enrasar els tubs amb sèrum per tal de tenir en tots el mateix volum.
|       | Antisèrum | Antigen marcat | Antigen "problema" (no marcat) | Sèrum normal |
| ----- | --------- | -------------- | ------------------------------ | ------------ |
| Tub 1 | 1mL       | 1mL            | 0mL                            | 1mL          |
| Tub 2 | 1mL       | 1mL            | 0,1mL                          | 0,9mL        |
| Tub 3 | 1mL       | 1mL            | 0,2mL                          | 0,8mL        |
| Tub 4 | 1mL       | 1mL            | 0,3mL                          | 0,7mL        |
| Tub 5 | 1mL       | 1mL            | 0,4mL                          | 0,6mL        |
| Tub 6 | 1mL       | 1mL            | 0,5mL                          | 0,5mL        |
| …     | …         | …              | …                              | …            |

Un cop realitzada la prova veiem que en el tub 1 no hi ha unió antigen "problema"-anticòs. En el segon tub pràcticament la majoria de la fracció d'anticossos s'uneix a l'antigen marcat. En el tercer tub la fracció d'anticossos que s'uneix a l'antigen marcat ja no és tan gran. Així mateix, ens adonem que la competència es va desplaçant a poc a poc cap a l'antigen de la mostra problema, per la qual cosa la radioactivitat de la mostra també anirà disminuint en trobar-nos amb menys antigen marcat unit a anticossos. Ara només hem de relacionar la radioactivitat i la concentració d'antigen no marcat en una recta per tal d'analitzar la nostra mostra.

### RIA d'Inhibició
El RIA d'inhibició és una tècnica competitiva que difereix de la RIA directe en el que afegim a la fase sòlida. En aquest cas no es tracta d'una quantitat constant i coneguda d'anticòs, sinó que el que afegim és una quantitat coneguda d'antigen, que quedarà fixat a la fase sòlida.
Durant el procés d'inhibició, per una banda, incubem una quantitat fixa d'anticòs marcat i, d'altra banda, realitzem dilucions de la mostra problema que conté l'antigen que volem analitzar, és a dir, l'antigen problema.[7] Aquests dos elements s'afegeixen al mateix suport sòlid on hi hem fixat la quantitat coneguda d'antigen, i conseqüentment hi haurà una competència en la que l'anticòs es pot unir a l'antigen fixat o a l'antigen problema. Després, es fa un rentat per quedar-nos només amb els anticossos marcats que s'hagin unit a algun dels antígens i treure aquells que no s'hagin unit. Llavors, es fa una corba que representarà la quantitat d'aquests anticossos marcats immobilitzats i la quantitat d'antigen que s'ha afegit.

### RIA de Sandvitx (IRMA; anàlisi immunoradiomètric)
La RIA de Sandwich és una tècnica no competitiva que consisteix a unir un anticòs en quantitats constants en una fase sòlida, de forma que hi quedi fixat (anticòs primari). Una vegada realitzat el bloqueig amb l'anticòs, s'hi afegeix l'antigen que volem determinar en concentracions variables. Aquest antigen s'unirà a l'anticòs que tapissa la fase sòlida i, a continuació hi afegirem un segon anticòs (anticòs secundari). Aquest segon anticòs també actuarà contra l'antigen, però a més estarà marcat. Finalment, es fa un rentat per eliminar l'anticòs marcat que no s'ha unit al complex antigen-anticòs i llavors es determina la quantitat d'anticòs marcat unit a l'antigen.
Generalment, els RIA de Sandvitx proporcionen els nivells més alts de sensibilitat i especificitat.

## Aplicacions actuals i alternatives
El RIA ha adquirit una gran importància en els camps de la toxicologia, química i la endocrinologia clíniques. En canvi, no abunden aplicacions sistemàtiques significatives pel que fa a la microbiologia clínica. Els procediments de la RIA en ús avui en dia inclouen assajos per a hormones esteroides (com ara aldosterona, cortisona i progesterona) i hormones peptídiques (com ara
corticotropina, hormona fol·liculoestimulant i vasopressina). En alguns laboratoris encara s'usa per a la detecció de marcadors de la infecció per hepatitis B (HBsAg, HBsAc, HBCAc...), tot i que en la majoria ha estat substituïda per la tecnologia de la ELISA (de l'acrònim en anglès, Enzyme-Linked Immunosorbent Assay). Aquesta substitució és deguda, com ja s'ha comentat, al fet que, tot i la seva alta especificitat i sensibilitat, la tècnica de radioimmunoassaig presenta molta problemàtica pel que fa a l'eliminació dels residus radioactius i la inestabilitat de certs radionúclids usats.
Les tècniques
ELISA es van desenvolupar a Europa amb la finalitat d'esquivar els desavantatges que presentava la RIA, perquè allà l'ús de compostos radioactius és limitat i molt controlat. Aquestes s'han desenvolupat molt en els darrers anys i, a més de ser més segures, també tenen l'avantatge de tenir uns reactius més estables i duradors en el temps, fins al punt de ser actualment el mètode recomanat pels anàlisis serològics. Aquesta tècnica també ha suplantat, amb el temps, altres que implicaven preparacions més laborioses com ara la fixació del complement i els assajos d'inhibició de l'hemaglutinació en la serologia viral.
Per tant, la diferència principal entre les tècniques de RIA i ELISA és que la primera utilitza com a marcador un isòtop, i la segona l'activitat de l'enzim. Fins i tot, podríem dir que el RIA directe i l'ELISA competitiu serien equivalents.
També hem de considerar que, actualment, és cada vegada més freqüent l'ús d'immunoglobulines marcades amb isòtops radioactius per a la seva posterior aplicació en diferents camps, com ara en determinacions in vitro d'antígens específics, en tècniques immunorradiohistològiques i tècniques d'anàlisi no competitiu. Aquestes poden ser una alternativa al RIA en, per exemple, la determinació d'algunes molècules que no poden ser marcades directament amb radioiode, en la detecció de tumors primaris o metastàtics (immunoescintografia) i en la possibilitat d'irradiació local de cèl·lules neoplàsiques (immunorradioteràpia).